# Chaudron magique
Chaudron magique était un magazine français trimestriel traitant de la fantasy aussi du fantastique et de la science-fiction.

## Magazines publiés
- no 1 Dragon d'Orient, avril 2009
- no 2 Un été chez le sorciers, juillet 2009
- no 3 Lâchez les bêtes !, octobre 2009
- no 4 À la conquête des étoiles, janvier 2010
- no 5 Royaume des djins, avril 2010
- no 6 Dragon sur la ville, juillet 2010
- no 7 Seigneurs des ténèbres, octobre 2010
- no 8 Les mers de l'imaginaire, janvier 2011
- no 9 Pirates des Caraïbes 4 : Jack Sparrow l'immortel !, avril 2011
- no 10 HP 7, Suite et Fin : Harry Potter, le dernier héros, juillet 2011

### Numéros spéciaux
- Spécial Dragons, juin 2007
- Légendes d'hiver, janvier 2008
- Dans le secret des forêts, avril 2008
- L'été sera chaud !, juin 2008
- Dragons et frissons, septembre 2008
- Machines en marche, janvier 2009

## Description
La parution est trimestrielle, le no 1 est paru en juin 2007. Le magazine présente les mondes fantastiques en général et s'attache à en dégager les grands thèmes culturels, dans un souci pédagogique. Chaudron magique traite ainsi l'actualité de la fantasy et/ou de la science-fiction. Le magazine aborde les thèmes des univers fantastiques avec les prismes culturels, historiques et mythologiques, afin d'expliquer aux lecteurs l'origine de la plupart des histoires, créatures et thèmes qu'ils croisent dans les œuvres de fantasy.
Il ne s’agit pas d’un magazine spécialisé dans les jeux de rôles (comme Jeu de Rôle magazine). Chaudron magique se présente comme une porte d’accès aux univers fantastiques, destiné aussi bien aux novices qu’aux passionnés « de 8 à 1 000 ans. »
Le magazine est construit comme une taverne, dont les portes donnent sur autant de mondes fantastiques. Le lecteur se promène dans le journal en passant de salles en salles, ou sortant explorer d'autres mondes (univers de films, de jeux vidéo, de livres, etc.).  Le lecteur est guidé par plusieurs personnages principaux :
- La Patronne, qui accueille le lecteur
- Le Mage Froh OU Froh-Mage-Blanc, qui propose différentes recettes
- Morgane la Fée, qui propose un test au lecteur
- Loki, qui donne des idées de constructions (comme des maquettes)
- Shioban, qui étudie les différentes espèces fantastiques
- Don Tomás, qui dirige la B.I.I.I.P.
- Le Professeur Centripète, qui voyage entre les dimensions et chez différents créatures
- Les frères Grimm, qui dirigent la société Gimmpeace.
- Les Trolls, qui accompagnent le lecteur partout.

La B.I.I.I.P. et Grimmpeace
Le lecteur doit choisir à être partisan entre deux associations : La B.I.I.I.P. (Brigade Inquisitoriale d'investigation, d'intervention et de Purification) qui pense que seule l'espèce humaine doit vivre et qu'il faut éliminer les autres et Grimmpeace, qui pense que toutes les espèces doivent vivre ensemble.
Le lecteur peut envoyer des informations ou des dessins au magazine de créatures pour les sauver ou les anéantir.

## Abonnement
Dès le 20 décembre 2008, il était possible de s'abonner à Chaudron magique. Mais à la suite de ventes insuffisantes, le magazine a du tirer sa révérence en juillet 2011, avec son numéro 10. Le numéro suivant, prévu pour le 28 septembre 2011, aurait dû parler du film Les Immortels.

## Cartes à jouer
Du no 1 au no 8, le magazine proposait des Cartes Chaudron Magique. Chaque numéro ayant un thème précis pour les dix-huit cartes disponibles en rapport avec celui du magazine.

Chaque carte 'est' un personnage. Il existe différentes sortes de personnages :
- Les êtres ridicules (ex : La Chose sous le lit, Charles Attan…)
- Les êtres littéraires (ex : Cyrano, Ali Baba…)
- Les êtres légendaires (ex : Shahrzād, Nicolas Flamel, Le Kraken…)
- Les êtres mythiques (ex : La Baba Yaga, Orion…)
- Les êtres démoniaques (ex : Lucifer, Berbalang…)
- Les êtres semis-devins (ex : Belzébuth, Merlin…)
- Les êtres divins (ex : Viracocha, Poséidon…)
- Les êtres cosmiques (ex : Nout, Ganesh…)
- Les êtres suprêmes (ex : Anu, Khímaira…)

### Principe de jeu
Le jeu ressemble beaucoup à la bataille et se joue à deux joueurs. Les cartes sont mélangées et distribuées face cachée en pile aux joueurs. Le reste se déroule comme une bataille normale. Les points sont notés en haut à droite des cartes.
Un seul changement peut avoir lieu : lors d'une bataille (quand les deux cartes sorties sont de même rang). Les joueurs doivent alors poser une carte face cachée sur l'autre puis une autre ouverte. Ils comptent ensuite les petits ronds jaunes en bas à gauche de la carte. Celui qui en a le plus remporte les cartes, et en cas d'égalité les joueurs doivent recommencer.
Le principe étant que la carte la moins forte (1 point) ait le plus de petit points jaunes (18 points) et vice-versa.